# Meles
Meles is een geslacht van dassen. De wetenschappelijke naam van het geslacht werd in 1762 gepubliceerd door Mathurin Jacques Brisson.

## Soorten
Er worden 5 soorten in dit geslacht geplaatst:
- Meles amurensis von Schrenck, 1859
- Meles anakuma (Temminck, 1844) – Japanse das
- Meles canescens Blanford, 1875 – Kaukasusdas
- Meles leucurus (Hodgson, 1847) – Aziatische das
- Meles meles (Linnaeus, 1758) – Das